# Galeria Luxenburga w Warszawie

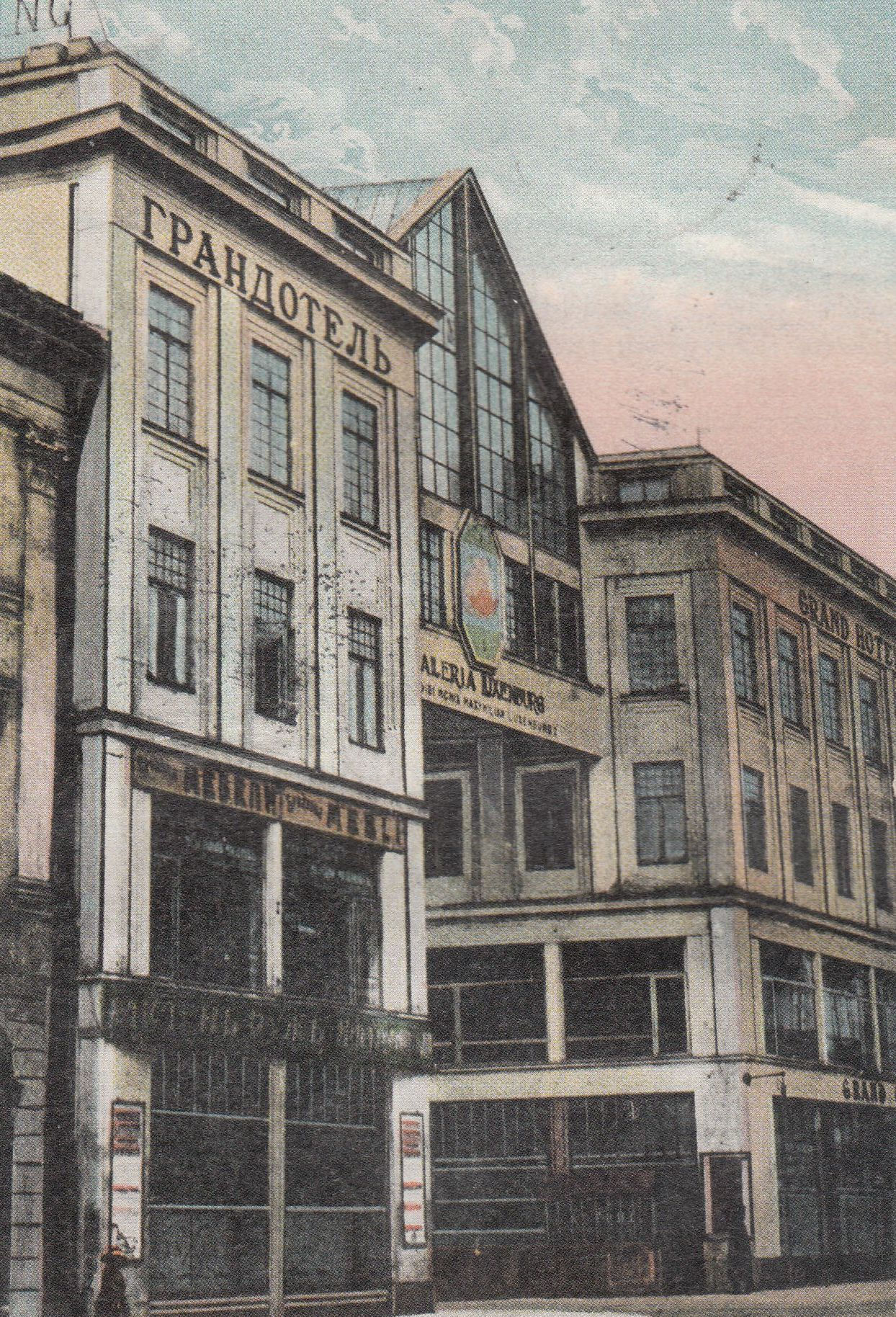
Wejście główne do Galerii Luxenburga przed I wojną światową

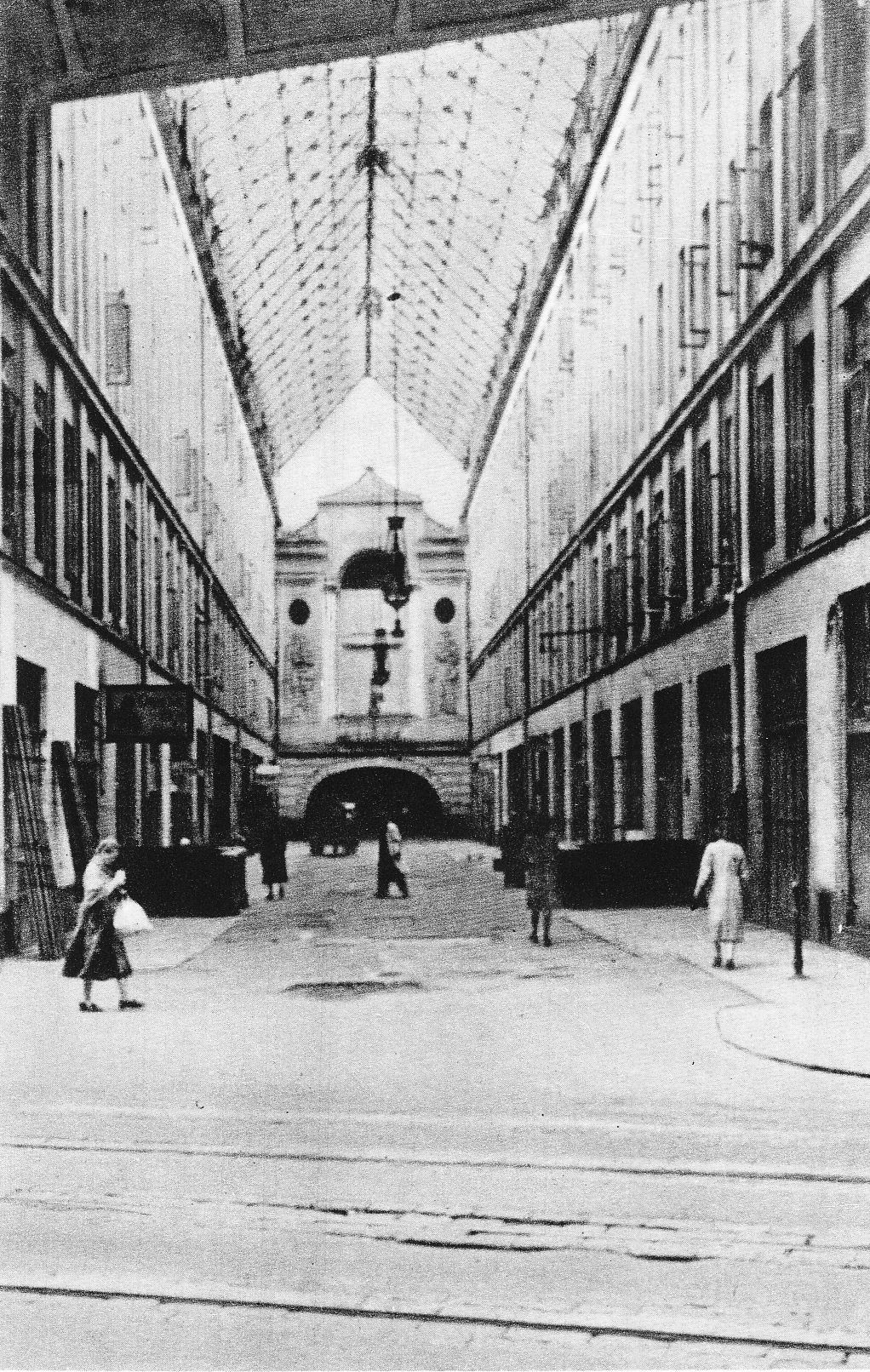
Wnętrze budynku

Galeria Luxenburga – kompleks budynków, który znajdował się przy ul. Senatorskiej 29 w Warszawie, zajmował teren między ulicami Senatorską i Niecałą. Obiekt powstał w latach 1907–1909, został rozbudowany w latach dwudziestych i całkowicie zniszczony w czasie powstania warszawskiego 1944.

## Historia
Inwestorem obiektu był przedsiębiorca Maximilian Luxenburg, projektantami sam inwestor oraz architekci Leon S. Drews (1869–1920) i Czesław Przybylski.
Pierwotny projekt przewidywał obustronną zabudowę pasażu między ulicami Senatorską 29 i Niecałą 6/8. Projekt zrealizowano jedynie na połowie długości od strony ul. Senatorskiej. Powstał Grand Hotel, sala kinowa, sklepy, restauracje, kawiarnię Grand Café, a w podziemiach sklepy, tor do jazdy na wrotkach. Przed odzyskaniem niepodległości w galerii mieściły się m.in. biura głównego zarządu lasów. W latach 1919–1930 w galerii mieścił się kabaret Qui Pro Quo. W pasażu znajdowało się także założone przez Kazimierza Lisieckiego Ognisko Towarzystwa Przyjaciół Dzieci Ulicy. W latach 1931–1937 w salach zajmowanych poprzednio przez kabaret działało Żydowskie Studio Eksperymentalne Teatr Młodych.
Grand Hotel zajmował części budynku po obu stronach wejścia od ulicy Senatorskiej. Obie części łączyła przeszklona galeria nad wejściem. Wnętrza hotelu Grand zaprojektowali architekt Józef Gałęzowski i malarz Edward Trojanowski.
Galeria Luxenburga spłonęła całkowicie w powstaniu warszawskim. Ocalała znaczna część murów i stalowa konstrukcja dachu galerii, co umożliwiało szybką odbudowę. Ruiny rozebrano, a w miejscu budynku w późniejszych latach powstała ulica Canaletta.